# کفشک راست‌روی دهان‌باریک
کفشک راست‌روی دهان‌باریک (نام علمی: Nematops microstoma) نام یک گونه از راسته کفشک‌ماهی است.